# Дмитрошурское (сельское поселение)
Дмитрошурское — упразднённое муниципальное образование со статусом сельского поселения в Сюмсинском районе Удмуртии Российской Федерации.
Административный центр — деревня Дмитрошур.

## История
Статус и границы сельского поселения установлены Законом Удмуртской Республики от 15 ноября 2004 года № 61-РЗ «Об установлении границ муниципальных образований и наделении соответствующим статусом муниципальных образований на территории Сюмсинского района Удмуртской Республики».
К 18 апреля 2021 года было упразднено в связи с преобразованием района в муниципальный округ.

## Население
| 2010 | 2012 | 2013 | 2014 | 2015 | 2016 | 2017 |
| ---- | ---- | ---- | ---- | ---- | ---- | ---- |
| 815  | →815 | ↗832 | ↗833 | ↘794 | ↘784 | ↘763 |
| 2018 | 2019 | 2020 |      |      |      |      |
| ↘751 | ↘732 | ↘713 |      |      |      |      |

## Состав сельского поселения
| № | Населённый пункт | Тип населённого пункта          | Население |
| - | ---------------- | ------------------------------- | --------- |
| 1 | Большая Инга     | деревня                         | ↘9        |
| 2 | Большой Сардык   | деревня                         | ↘1        |
| 3 | Гурклудчик       | деревня                         | ↘33       |
| 4 | Дмитрошур        | деревня, административный центр | ↗251      |
| 5 | Левые Гайны      | деревня                         | ↘4        |
| 6 | Лялино           | деревня                         | ↗69       |
| 7 | Малая Инга       | деревня                         | ↗227      |
| 8 | Правые Гайны     | деревня                         | ↘144      |
| 9 | Чажи             | деревня                         | ↘77       |